# Cyrtodactylus biordinis
Espèce
Statut de conservation UICN

 LC  : Préoccupation mineure
Cyrtodactylus biordinis est une espèce de geckos de la famille des Gekkonidae.

## Répartition
Cette espèce est endémique de Guadalcanal au Salomon.

## Publication originale
- Brown & McCoy, 1980 : A new species of gecko of the genus Cyrtodactylus from Guadalcanal Island, Solomon Islands. Herpetologica, vol. 36, n. 1, p. 66-69.